# Gascas de Alarcón
Gascas de Alarcón es una antigua localidad española en la provincia de Cuenca. Quedó anegada por la construcción del embalse de Alarcón, que se inició en 1946 por iniciativa de los regantes valencianos para regular el curso del río Júcar, terminándose las obras en 1970. El pueblo había sido ya abandonado antes de 1951.
Se pueden ver sus restos cuando baja el nivel del agua: el trazado de las calles y los muros, y un muro de piedra con un arco, resto de una casa particular. En su término nacía el arroyo de Gascas, tributario del Júcar, que ahora también está bajo el nivel del pantano. Gascas era un pueblo ribereño, uno de los pocos de la provincia con huertas de regadío. Su economía se basaba en la explotación de las huertas situadas en la ribera del arroyo de Gascas y del río Júcar, estos proveían de agua a los terrenos con un estricto sistema de turnos de riego para cada parcela. Los productos de la huerta (hortalizas y frutas) se vendían luego en los demás pueblos de la provincia.

## Historia
Gascas se erigía sobre la ribera izquierda del Júcar y debía su nombre al hecho de haber sido fundado por gascones, caballeros y soldados que acompañaron a Alfonso VIII de Castilla en la campaña de conquista de Cuenca. Alfonso, casado con Leonor de Plantagenet, hija de Enrique II de Inglaterra y de Leonor de Aquitania, había recibido el condado de Gascuña en dote, y al planear la campaña, llevó soldados gascones. En la recién conquistada ciudad de Cuenca, instaló durante un tiempo su corte y como recompensa por su ayuda, dio tierras a algunos de estos gascones, que se asentaron en las tierras de Gascas y fundaron el pueblo.
En su territorio se encontraron lápidas con inscripciones romanas. En 1770 nació en la localidad José Ángel Álvarez López (1770-1855), experto calígrafo nombrado bibliotecario particular por Carlos IV, cargo con el que continuó bajo Fernando VII. 
Antonio Ponz dice que era alabada "por sus huertas". Hacia mediados del siglo XIX, el lugar, por entonces con ayuntamiento propio, tenía contabilizada una población de 350 habitantes. Por entonces era una villa con cien casas y unos 350 habitantes, ayuntamiento, cárcel y escuela de primeras letras. La iglesia dependía de la parroquia de Alarcón y el término producía hortalizas y legumbres, trigo, cebada, vino y patatas y muy poco ganado. La localidad aparece descrita en el octavo volumen del Diccionario geográfico-estadístico-histórico de España y sus posesiones de Ultramar de Pascual Madoz de la siguiente manera:

GASCAS: v. con ayunt. en la prov. y dióc. de Cuenca (9 leg.), part. jud. de la Motilla del Palancar (3), aud. terr. de Albacete (13), c. g. de Madrid (25): sit. en llano en medio de agradables y pintorescas huertas, próximas al r. Jucar en la márg. der., con libre ventilacion y clima sano. Tiene unas 100 casas y á escepcion de dos ó tres las restantes son bastante malas é inferiores, cárcel y sala de ayunt. de poco ó ningun valor; escuela de primeras letras dotada con 300 rs. y concurrida por un corto número de niños y una igl. dependiente de la parr. de Alarcon, servida por un teniente y un sacristan: el cementerio está en sitio en que no perjudica á la salud pública. Confina el térm. por el N. con el de Buenache de Alarcon; E. Olmedilla de Gascas y su matriz; S. Tobar y Cañada Juncosa, y O. Honrubia ; todo él está comprendido en una circunferencia de 1 1/2 leg. y le atraviesa el r. Jucar en direccion S., un arroyo y una fuente al N. muy próximos á la pobl. El terreno es de buena calidad, llano en su mayor parte y de regadio, aumentadas sus huertas nuevamente en las márg. del Jucar y sitio llamado Vado del Cascajar, merced al celo de don Angel Alvarez natural de esta v., persona muy distinguida y condecorada; la propiedad de todo aquel pertenece casi esclusivamente á tres personas que no son vec. de este pueblo, por cuya razón sus hab. son miserables y viven en una dependencia lastimosa. Los caminos dirigen á los pueblos circunvecinos y á Valencia uno de carril en mal estado. La correspondencia se toma en la estafeta de Valverde. prod.: las mas abundantes son legumbres y hortalizas, criadas en las huertas de que hemos hecho mérito; tambien trigo, cebada, vino y patatas; hay ganado lanar y de las demas clases pero en número muy reducido. pobl.: 100 vec., 350 hab., cap. terr. prod.: 1.052,520 rs. imp.: 52,626. El presupuesto municipal asciende 1,400 rs. y se cubre con el producto de propios y el déficit por reparto vecinal.
(Madoz, 1849, p. 328)

El último censo efectuado, en 1930, habla de 104 casas, con 231 habitantes varones y 209 mujeres. Entre 1946 y 1950, el pueblo fue despoblándose, a medida que el nivel de las aguas se acercaba al pueblo. El término municipal que quedó sin anegar pasó al de Olmedilla de Alarcón. En 1945, se aprovechó la situación para filmar escenas de la película Tierra sedienta, en la que un pantano anega un pueblo.
Desde 2010, el primer sábado de agosto tiene lugar en Olmedilla de Alarcón una fiesta en homenaje a los gasqueños y sus descendientes. La inauguración de un monolito en aquel año, en el punto de la orilla del pantano más cercano al pueblo, originó un encuentro que, desde entonces, se viene repitiendo por iniciativa del Ayuntamiento de Olmedilla, donde se instalaron algunos de los gasqueños cuando marcharon del pueblo.

## Demografía
| Gráfica de evolución demográfica de Gascas entre 1842 y 1940 |
| |
| Población de derecho según los censos de población del INE Población de hecho según los censos de población del INEEntre el censo de 1950 y el anterior, este municipio desaparece porque se integra en el municipio 6142 (Olmedilla de Alarcón) |